# Францішек Дубравський
Францішек Дубравський з Дубравки гербу Сас (пом. 1665) — маршалок сеймовий 1654 р. та коронаційний 1649 р., підстароста, підкоморій перемишльський, полковник посполитого ополчення Руського воєводства під час повстання Хмельницького, каптуровий суддя. Перемишльської землі 1648 р..
Депутат Вишенського сеймику на надзвичайних сеймах 1637 і 1647 років. Депутат надзвичайного сейму 1637, 1638, 1646, 1647 років. У 1648 році брав участь у комісії, яка під головуванням Адама Киселя намагалася домовитися з Богданом Хмельницьким. Депутат сейму 1649/1650 рр. від Вишенського сеймика Руського воєводства. У 1651 році як посланець він їздив до князя Трансільванії Дєрдя I Ракоці, щоб переконати його укласти союз з Польщею. Того ж року він став депутатом Головного коронного трибуналу. Під час шведського потопу залишався вірним королю Яну II Казимиру. У 1657 р. деякий час був комендантом перемишльським.
Був маршалком зборів Руського воєводства у: 1642, 1645, 1646, 1647, 1650, 1657 роках.
Депутат Вишенського сейму на коронаційному 1649, 1649/1650, 1650, звичайному 1654, 1658 років.
На сеймі 1649/1650 рр. він був призначений з парламентського кола комісаром Люблінської військової комісії, яка мала займатися виплатою непогашених грошей війську.
Його син був перемишльським єпископом-суфраганом — Павло Костянтин Дубравський.